# Jaan Pehechan Ho
Jaan Pehechan Ho – popularny hinduski przebój w wykonaniu Mohammeda Rafiego, znany z bollywoodzkiego filmu Gumnaam (1965). Piosenkę skomponował Shankar Jaikishan, a tekst do niej napisał Anand Bakshi.
„Jaan Pehechan Ho” znalazł się także na ścieżce dźwiękowej do komediodramatu Ghost World (2001), w którym wykorzystano go w scenie rozpoczynającej film.